# Dworiszcze (rejon diemidowski)
Dworiszcze (ros. Дворище) – wieś (ros. деревня, trb. dieriewnia) w zachodniej Rosji, w osiedlu wiejskim Titowszczinskoje rejonu diemidowskiego w obwodzie smoleńskim.

## Geografia
Miejscowość położona jest nad Wierzoną, 2,5 km od drogi regionalnej 66K-11 (R120 / Olsza – Diemidow – Wieliż – granica z obwodem pskowskim), 3,5 km od centrum administracyjnego osiedla wiejskiego (Titowszczina), 5 km od centrum administracyjnego rejonu (Diemidow), 59 km od stolicy obwodu (Smoleńsk), 33,5 km od granicy z Białorusią.

## Demografia
W 2010 r. miejscowości nikt nie zamieszkiwał.

## Historia
W czasie II wojny światowej od lipca 1941 roku dieriewnia była okupowana przez hitlerowców. Wyzwolenie nastąpiło we wrześniu 1943 roku.